# Lista över olympiska herrmedaljörer i rodd
Det här är en komplett lista över alla medaljörer i rodd vid olympiska spelen på herrsidan från 1900 fram till 2020. Se även Lista över olympiska dammedaljörer i rodd.

## Nuvarande program

### Singelsculler

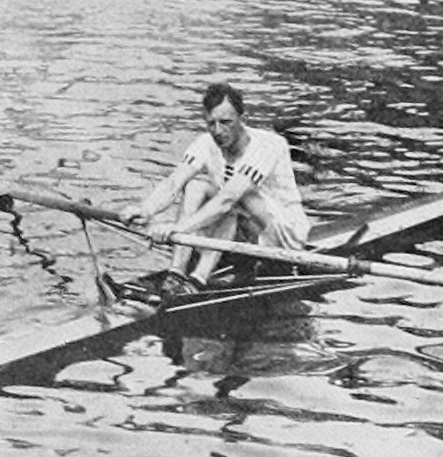
William Kinnear tog guld i singelsculler vid sommarspelen 1912 i Stockholm.

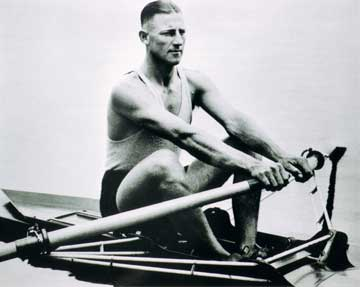
Bobby Pearce tog två guldmedaljer i singelsculler 1928 och 1932.

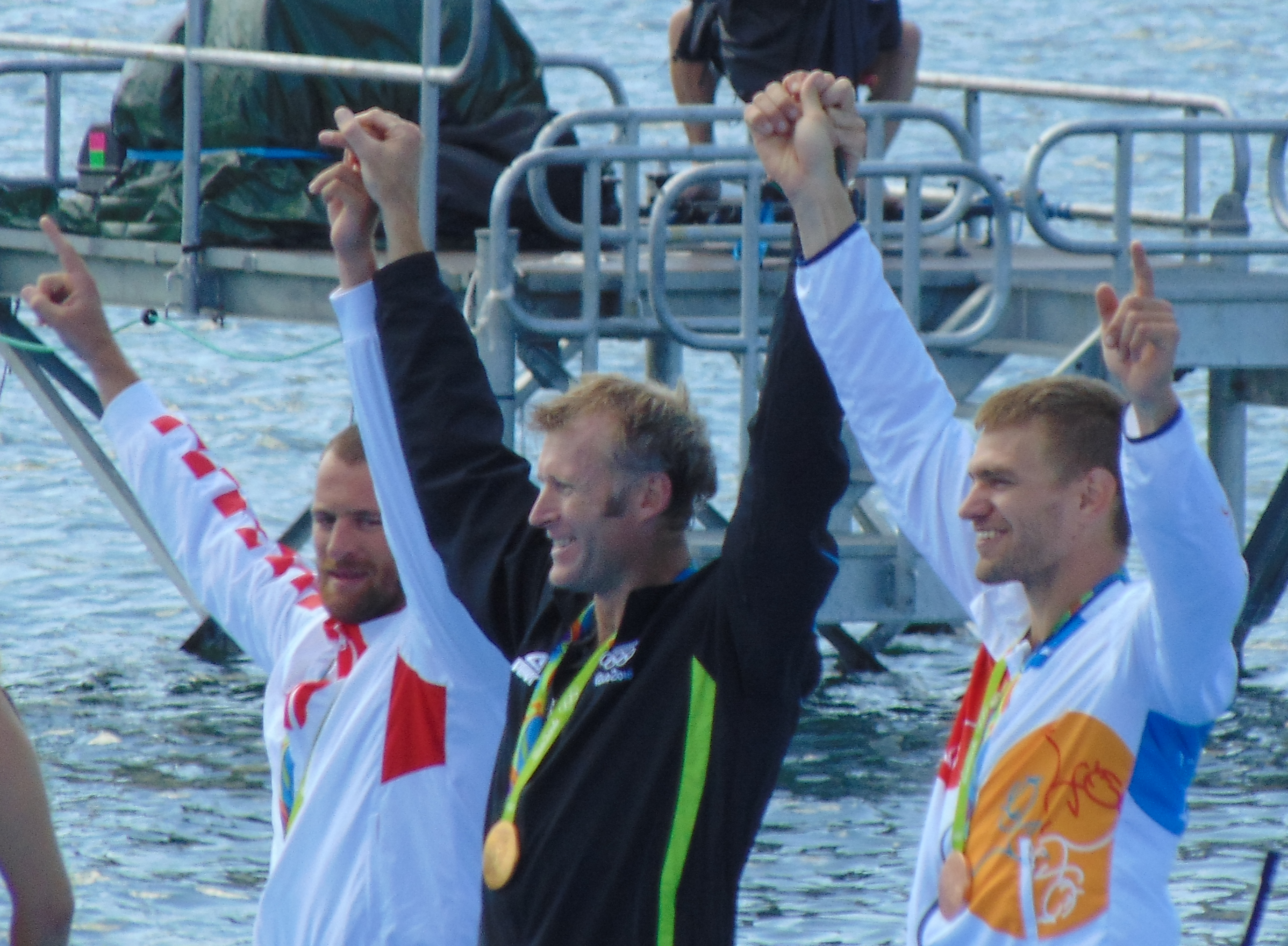
Medaljörerna i singelsculler vid sommarspelen 2016 i Rio de Janeiro.

| Spel                            | Guld                     | Silver                    | Brons                         |
| Paris 1900 Detaljer...          | Hermann Barrelet (FRA)   | André Gaudin (FRA)        | George Saint Ashe (GBR)       |
| St. Louis 1904 Detaljer...      | Frank Greer (USA)        | James Juvenal (USA)       | Constance Titus (USA)         |
| London 1908 Detaljer...         | Harry Blackstaffe (GBR)  | Alexander McCulloch (GBR) | Bernhard von Gaza (GER)       |
| London 1908 Detaljer...         | Harry Blackstaffe (GBR)  | Alexander McCulloch (GBR) | Károly Levitzky (HUN)         |
| Stockholm 1912 Detaljer...      | William Kinnear (GBR)    | Polydore Veirman (BEL)    | Everard Butler (CAN)          |
| Stockholm 1912 Detaljer...      | William Kinnear (GBR)    | Polydore Veirman (BEL)    | Mart Kuusik (RUS)             |
| Antwerpen 1920 Detaljer...      | John B. Kelly, Sr. (USA) | Jack Beresford (GBR)      | Darcy Clarence Hadfield (NZL) |
| Paris 1924 Detaljer...          | Jack Beresford (GBR)     | William Gilmore (USA)     | Josef Schneider (SUI)         |
| Amsterdam 1928 Detaljer...      | Bobby Pearce (AUS)       | Kenneth Myers (USA)       | Theodore Collet (GBR)         |
| Los Angeles 1932 Detaljer...    | Bobby Pearce (AUS)       | William Miller (USA)      | Guillermo Douglas (URU)       |
| Berlin 1936 Detaljer...         | Gustav Schäfer (GER)     | Josef Hasenöhrl (AUT)     | Daniel Barrow (USA)           |
| London 1948 Detaljer...         | Mervyn Wood (AUS)        | Eduardo Risso (URU)       | Romolo Catasta (ITA)          |
| Helsingfors 1952 Detaljer...    | Jurij Tjukalov (URS)     | Mervyn Wood (AUS)         | Teodor Kocerka (POL)          |
| Melbourne 1956 Detaljer...      | Vjatjeslav Ivanov (URS)  | Stuart MacKenzie (AUS)    | John B. Kelly, Jr. (USA)      |
| Rom 1960 Detaljer...            | Vjatjeslav Ivanov (URS)  | Achim Hill (EUA)          | Teodor Kocerka (POL)          |
| Tokyo 1964 Detaljer...          | Vjatjeslav Ivanov (URS)  | Achim Hill (EUA)          | Gottfried Kottmann (SUI)      |
| Mexico City 1968 Detaljer...    | Jan Wienese (NED)        | Jochen Meißner (FRG)      | Alberto Demiddi (ARG)         |
| München 1972 Detaljer...        | Jurij Malysjev (URS)     | Alberto Demiddi (ARG)     | Wolfgang Güldenpfennig (GDR)  |
| Montréal 1976 Detaljer...       | Pertti Karppinen (FIN)   | Peter-Michael Kolbe (FRG) | Joachim Dreifke (GDR)         |
| Moskva 1980 Detaljer...         | Pertti Karppinen (FIN)   | Vasil Jakusja (URS)       | Peter Kersten (GDR)           |
| Los Angeles 1984 Detaljer...    | Pertti Karppinen (FIN)   | Peter-Michael Kolbe (FRG) | Robert Mills (CAN)            |
| Seoul 1988 Detaljer...          | Thomas Lange (GDR)       | Peter-Michael Kolbe (FRG) | Eric Verdonk (NZL)            |
| Barcelona 1992 Detaljer...      | Thomas Lange (GER)       | Václav Chalupa (TCH)      | Kajetan Broniewski (POL)      |
| Atlanta 1996 Detaljer...        | Xeno Müller (SUI)        | Derek Porter (CAN)        | Thomas Lange (GER)            |
| Sydney 2000 Detaljer...         | Rob Waddell (NZL)        | Xeno Müller (SUI)         | Marcel Hacker (GER)           |
| Aten 2004 Detaljer...           | Olaf Tufte (NOR)         | Jüri Jaanson (EST)        | Ivo Janakiev (BUL)            |
| Peking 2008 Detaljer...         | Olaf Tufte (NOR)         | Ondřej Synek (CZE)        | Mahé Drysdale (NZL)           |
| London 2012 Detaljer...         | Mahé Drysdale (NZL)      | Ondřej Synek (CZE)        | Alan Campbell (GBR)           |
| Rio de Janeiro 2016 Detaljer... | Mahé Drysdale (NZL)      | Damir Martin (CRO)        | Ondřej Synek (CZE)            |
| Tokyo 2020 Detaljer...          | Stefanos Ntouskos (GRE)  | Kjetil Borch (NOR)        | Damir Martin (CRO)            |

### Dubbelsculler
| Spel                            | Guld                                             | Silver                                        | Brons                                        |
| Paris 1900 Detaljer...          | John Mulcahy och William Varley (USA)            | Jamie McLoughlin och John Hoben (USA)         | Joseph Ravannack och John Wells (USA)        |
| 1904-1912                       | Ingick inte i det olympiska programmet           | Ingick inte i det olympiska programmet        | Ingick inte i det olympiska programmet       |
| Antwerpen 1920 Detaljer...      | Paul Costello och John B. Kelly, Sr. (USA)       | Pietro Annoni och Erminio Dones (ITA)         | Gaston Giran och Alfred Plé (FRA)            |
| Paris 1924 Detaljer...          | Paul Costello och John B. Kelly, Sr. (USA)       | Marc Detton och Jean-Pierre Stock (FRA)       | Rudolf Bosshard och Heinrich Thoma (SUI)     |
| Amsterdam 1928 Detaljer...      | Paul Costello och Charles McIlvaine (USA)        | Joseph Wright Jr. och Jack Guest (CAN)        | Leo Losert och Viktor Flessl (AUT)           |
| Los Angeles 1932 Detaljer...    | Kenneth Myers och William Gilmore (USA)          | Herbert Buhtz och Gerhard Boetzelen (GER)     | Charles Edward Pratt och Noel de Mille (CAN) |
| Berlin 1936 Detaljer...         | Jack Beresford och Dick Southwood (GBR)          | Willi Kaidel och Joachim Pirsch (GER)         | Roger Verey och Jerzy Ustupski (POL)         |
| London 1948 Detaljer...         | Richard Burnell och Bertie Bushnell (GBR)        | Ebbe Parsner och Aage Larsen (DEN)            | William Jones och Juan Rodríguez (URU)       |
| Helsingfors 1952 Detaljer...    | Tranquilo Cappozzo och Eduardo Guerrero (ARG)    | Georgij Zjylin och Igor Jemtjuk (URS)         | Miguel Seijas och Juan Rodríguez (URU)       |
| Melbourne 1956 Detaljer...      | Aleksandr Berkutov och Jurij Tjukalov (URS)      | Pat Costello och James Gardiner (USA)         | Murray Riley och Mervyn Wood (AUS)           |
| Rom 1960 Detaljer...            | Václav Kozák och Pavol Schmidt (TCH)             | Aleksandr Berkutov och Jurij Tjukalov (URS)   | Ernst Hürlimann och Rolf Larcher (SUI)       |
| Tokyo 1964 Detaljer...          | Oleg Tjurin och Boris Dubrovsky (URS)            | Seymour Cromwell och James Storm (USA)        | Vladimir Andrs och Pavel Hofmann (TCH)       |
| Mexico City 1968 Detaljer...    | Aleksandr Timosjinin och Anatolj Sass (URS)      | Henricus Droog och Leendert Van Dis (NED)     | John Nunn och Bill Maher (USA)               |
| München 1972 Detaljer...        | Aleksandr Timosjinin och Gennadi Korsjikov (URS) | Frank Hansen och Svein Thøgersen (NOR)        | Joachim Böhmer och Hans-Ulrich Schmied (GDR) |
| Montréal 1976 Detaljer...       | Frank Hansen och Alf Hansen (NOR)                | Chris Baillieu och Mike Hart (GBR)            | Jürgen Bertow och Hans-Ulrich Schmied (GDR)  |
| Moskva 1980 Detaljer...         | Joachim Dreifke och Klaus Kröppelien (GDR)       | Zoran Pančić och Milorad Stanulov (YUG)       | Zdeněk Pecka och Václav Vochoska (TCH)       |
| Los Angeles 1984 Detaljer...    | Brad Alan Lewis och Paul Enquist (USA)           | Pierre-Marie Deloof och Dirk Crois (BEL)      | Zoran Pančić och Milorad Stanulov (YUG)      |
| Seoul 1988 Detaljer...          | Nico Rienks och Ronald Florijn (NED)             | Beat Schwerzmann och Ueli Bodenmann (SUI)     | Oleksandr Martjenko och Vasil Jakusja (URS)  |
| Barcelona 1992 Detaljer...      | Peter Antonie och Stephen Hawkins (AUS)          | Arnold Jonke och Christoph Zerbst (AUT)       | Nico Rienks och Henk-Jan Zwolle (NED)        |
| Atlanta 1996 Detaljer...        | Agostino Abbagnale och Davide Tizzano (ITA)      | Steffen Skår Størseth och Kjetil Undset (NOR) | Frédéric Kowal och Samuel Barathay (FRA)     |
| Sydney 2000 Detaljer...         | Luka Špik och Iztok Čop (SLO)                    | Olaf Tufte och Fredrik Bekken (NOR)           | Giovanni Calabrese och Nicola Sartori (ITA)  |
| Aten 2004 Detaljer...           | Sébastien Vieilledent och Adrien Hardy (FRA)     | Iztok Čop och Luka Špik (SLO)                 | Rossano Galtarossa och Alessio Sartori (ITA) |
| Peking 2008 Detaljer...         | David Crawshay och Scott Brennan (AUS)           | Tõnu Endrekson och Jüri Jaanson (EST)         | Matthew Wells och Stephen Rowbotham (GBR)    |
| London 2012 Detaljer...         | Nathan Cohen och Joseph Sullivan (NZL)           | Alessio Sartori och Romano Battisti (ITA)     | Luka Špik och Iztok Čop (SLO)                |
| Rio de Janeiro 2016 Detaljer... | Martin Sinković och Valent Sinković (CRO)        | Mindaugas Griškonis och Saulius Ritter (LTU)  | Kjetil Borch och Olaf Tufte (NOR)            |
| Tokyo 2020 Detaljer...          | Hugo Boucheron och Matthieu Androdias (FRA)      | Melvin Twellaar och Stef Broenink (NED)       | Zhiyu Liu och Liang Zhang (CHN)              |

### Scullerfyra

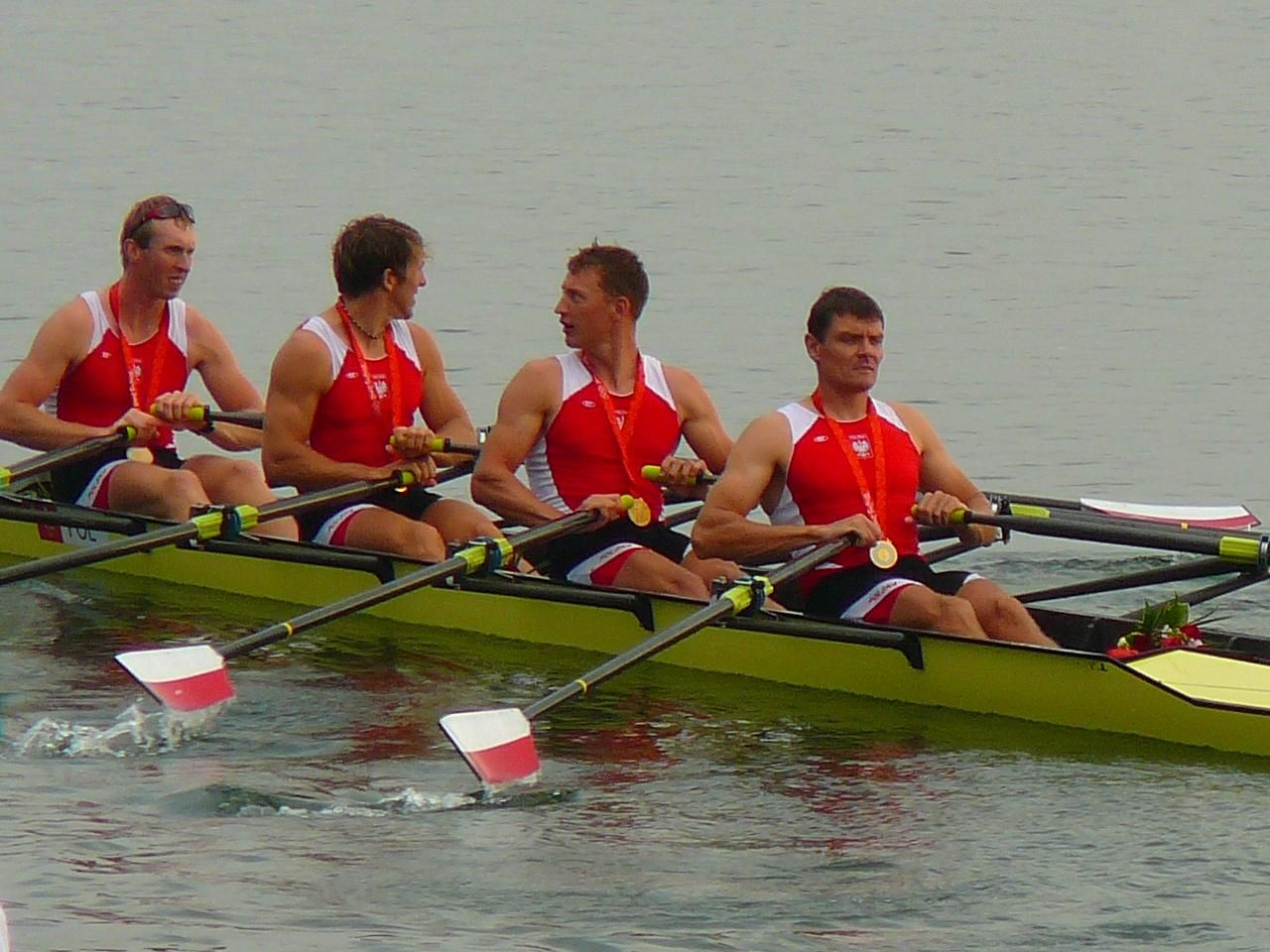
Konrad Wasielewski, Marek Kolbowicz, Michał Jeliński och Adam Korol tog guld i scullerfyra 2008 i Peking.

| Spel                            | Guld                                                                                  | Silver                                                                              | Brons                                                                          |
| Montréal 1976 Detaljer...       | Östtyskland Wolfgang Güldenpfennig Rüdiger Reiche Karl-Heinz Bußert Michael Wolfgramm | Sovjetunionen Jevgenij Dulejev Jurij Jakimov Aivars Lazdenieks Vytautas Butkus      | Tjeckoslovakien Jaroslav Hellebrand Zdeněk Pecka Václav Vochoska Vladek Lacina |
| Moskva 1980 Detaljer...         | Östtyskland Frank Dundr Carsten Bunk Uwe Heppner Martin Winter                        | Sovjetunionen Jurij Sjapotjka Jevgenij Barbakov Valerij Klesjnjov Mykola Dovhan     | Bulgarien Mincho Nikolov Lyubomir Petrov Ivo Rusev Bogdan Dobrev               |
| Los Angeles 1984 Detaljer...    | Västtyskland Albert Hedderich Raimund Hörmann Dieter Wiedenmann Michael Dürsch        | Australien Paul Reedy Gary Gullock Timothy McLaren Anthony Lovrich                  | Kanada Doug Hamilton Mike Hughes Phil Monckton Bruce Ford                      |
| Seoul 1988 Detaljer...          | Italien Agostino Abbagnale Davide Tizzano Gianluca Farina Piero Poli                  | Norge Alf Hansen Rolf Thorsen Lars Bjønness Vetle Vinje                             | Östtyskland Jens Köppen Steffen Zühlke Steffen Bogs Heiko Habermann            |
| Barcelona 1992 Detaljer...      | Tyskland Andreas Hajek Michael Steinbach Stephan Volkert André Willms                 | Norge Kjetil Undset Per Sætersdal Lars Bjønness Rolf Thorsen                        | Italien Alessandro Corona Gianluca Farina Rossano Galtarossa Filippo Soffici   |
| Atlanta 1996 Detaljer...        | Tyskland Andreas Hajek Stephan Volkert André Steiner André Willms                     | USA Tim Young Eric Mueller Brian Jamieson Jason Gailes                              | Australien Janusz Hooker Boden Hanson Duncan Free Ronald Snook                 |
| Sydney 2000 Detaljer...         | Italien Agostino Abbagnale Alessio Sartori Rossano Galtarossa Simone Raineri          | Nederländerna Jochem Verberne Dirk Lippits Diederik Simon Michiel Bartman           | Tyskland Marco Geisler Andreas Hajek Stephan Volkert André Willms              |
| Aten 2004 Detaljer...           | Ryssland Nikolaj Spinjov Igor Kravtsov Aleksej Svirin Sergej Fedorovtsev              | Tjeckien David Kopřiva Tomáš Karas Jakub Hanák David Jirka                          | Ukraina Serhij Hryn Serhij Bilousjtjenko Oleh Lykov Leonid Sjaposjnikov        |
| Peking 2008 Detaljer...         | Polen Konrad Wasielewski Marek Kolbowicz Michał Jeliński Adam Korol                   | Italien Luca Agamennoni Simone Venier Rossano Galtarossa Simone Raineri             | Frankrike Jonathan Coeffic Pierre-Jean Peltier Julien Bahain Cédric Berrest    |
| London 2012 Detaljer...         | Tyskland Karl Schulze Philipp Wende Lauritz Schoof Tim Grohmann                       | Kroatien David Šain Martin Sinković Damir Martin Valent Sinković                    | Australien Chris Morgan Karsten Forsterling James McRae Daniel Noonan          |
| Rio de Janeiro 2016 Detaljer... | Tyskland Philipp Wende Lauritz Schoof Karl Schulze Hans Gruhne                        | Australien Karsten Forsterling Alexander Belonogoff Cameron Girdlestone James McRae | Estland Andrei Jämsä Allar Raja Tõnu Endrekson Kaspar Taimsoo                  |
| Tokyo 2020 Detaljer...          | Nederländerna Dirk Uittenbogaard Abe Wiersma Tone Wieten Koen Metsemakers             | Storbritannien Harry Leask Angus Groom Tom Barras Jack Beaumont                     | Australien Jack Cleary Caleb Antill Cameron Girdlestone Luke Letcher           |

### Tvåa utan styrman

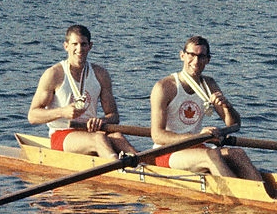
George Hungerford och Roger Jackson tog guldmedaljerna i tvåa utan styrman 1964.

| Spel                            | Guld                                        | Silver                                               | Brons                                            |
| St. Louis 1904 Detaljer...      | Robert Farnan och Joseph Ryan (USA)         | John Mulcahy och William Varley (USA)                | John Joachim och Joseph Buerger (USA)            |
| London 1908 Detaljer...         | John Fenning och Gordon Thomson (GBR)       | George Fairbairn och Philip Verdon (GBR)             | Frederick Toms och Norwey Jackes (CAN)           |
| London 1908 Detaljer...         | John Fenning och Gordon Thomson (GBR)       | George Fairbairn och Philip Verdon (GBR)             | Martin Stahnke och Willy Düskow (GER)            |
| 1912-1920                       | Ingick inte i det olympiska programmet      | Ingick inte i det olympiska programmet               | Ingick inte i det olympiska programmet           |
| Paris 1924 Detaljer...          | Teun Beijnen och Willy Rösingh (NED)        | Maurice Bouton och Georges Piot (FRA)                | Ingen utsedd                                     |
| Amsterdam 1928 Detaljer...      | Kurt Moeschter och Bruno Müller (GER)       | Terence O'Brien och Robert Nisbet (GBR)              | Paul McDowell och John Schmitt (USA)             |
| Los Angeles 1932 Detaljer...    | Lewis Clive och Hugh Edwards (GBR)          | Cyril Stiles och Fred Thompson (NZL)                 | Henryk Budziński och Jan Krenz-Mikołajczak (POL) |
| Berlin 1936 Detaljer...         | Willi Eichhorn och Hugo Strauß (GER)        | Harry Larsen och Peter Olsen (DEN)                   | Horacio Podestá och Julio Curatella (ARG)        |
| London 1948 Detaljer...         | John Wilson och George 'Ran' Laurie (GBR)   | Hans Kalt och Josef Kalt (SUI)                       | Felice Fanetti och Bruno Boni (ITA)              |
| Helsingfors 1952 Detaljer...    | Charles Logg och Thomas Price (USA)         | Michel Knuysen och Bob Baetens (BEL)                 | Kurt Schmid och Hans Kalt (SUI)                  |
| Melbourne 1956 Detaljer...      | James Fifer och Duvall Hecht (USA)          | Igor Buldakov och Viktor Ivanov (URS)                | Josef Kloimstein och Alfred Sageder (AUT)        |
| Rom 1960 Detaljer...            | Valentin Borejko och Oleg Golovanov (URS)   | Josef Kloimstein och Alfred Sageder (AUT)            | Veli Lehtelä och Toimi Pitkänen (FIN)            |
| Tokyo 1964 Detaljer...          | George Hungerford och Roger Jackson (CAN)   | Steven Blaisse och Ernst Veenemans (NED)             | Michael Schwan och Wolfgang Hottenrott (EUA)     |
| Mexico City 1968 Detaljer...    | Jörg Lucke och Heinz-Jörg Bothe (GDR)       | Laurence Hough och Philip Johnson (USA)              | Peter Christiansen och Ivan Larsen (DEN)         |
| München 1972 Detaljer...        | Siegfried Brietzke och Wolfgang Mager (GDR) | Heinrich Fischer och Alfred Bachmann (SUI)           | Roel Luynenburg och Ruud Stokvis (NED)           |
| Montréal 1976 Detaljer...       | Bernd Landvoigt och Jörg Landvoigt (GDR)    | Calvin Coffey och Mike Staines (USA)                 | Peter van Roye och Thomas Strauss (FRG)          |
| Moskva 1980 Detaljer...         | Bernd Landvoigt och Jörg Landvoigt (GDR)    | Jurij Pimenov och Nikolaj Pimenov (URS)              | Charles Wiggin och Malcolm Carmichael (GBR)      |
| Los Angeles 1984 Detaljer...    | Petru Iosub och Valer Toma (ROU)            | Fernando Climent och Luis María Lasúrtegui (ESP)     | Hans Magnus Grepperud och Sverre Løken (NOR)     |
| Seoul 1988 Detaljer...          | Andy Holmes och Steven Redgrave (GBR)       | Dănuț Dobre och Dragoș Neagu (ROU)                   | Sadik Mujkič och Bojan Prešern (YUG)             |
| Barcelona 1992 Detaljer...      | Matthew Pinsent och Steven Redgrave (GBR)   | Colin von Ettingshausen och Peter Hoeltzenbein (GER) | Iztok Čop och Denis Žvegelj (SLO)                |
| Atlanta 1996 Detaljer...        | Matthew Pinsent och Steven Redgrave (GBR)   | David Weightman och Robert Scott (AUS)               | Michel Andrieux och J. C. Rolland (FRA)          |
| Sydney 2000 Detaljer...         | Michel Andrieux och J. C. Rolland (FRA)     | Ted Murphy och Sebastian Bea (USA)                   | Matthew Long och James Tomkins (AUS)             |
| Aten 2004 Detaljer...           | Drew Ginn och James Tomkins (AUS)           | Siniša Skelin och Nikša Skelin (CRO)                 | Donovan Cech och Ramon di Clemente (RSA)         |
| Peking 2008 Detaljer...         | Drew Ginn och Duncan Free (AUS)             | David Calder och Scott Frandsen (CAN)                | Nathan Twaddle och George Bridgewater (NZL)      |
| London 2012 Detaljer...         | Eric Murray och Hamish Bond (NZL)           | Germain Chardin och Dorian Mortelette (FRA)          | George Nash och William Satch (GBR)              |
| Rio de Janeiro 2016 Detaljer... | Eric Murray och Hamish Bond (NZL)           | Lawrence Brittain och Shaun Keeling (RSA)            | Marco Di Costanzo och Giovanni Abagnale (ITA)    |
| Tokyo 2020 Detaljer...          | Martin Sinković och Valent Sinković (CRO)   | Marius Cozmiuc och Ciprian Tudosă (ROU)              | Frederic Vystavel och Joachim Sutton (DEN)       |

### Fyra utan styrman

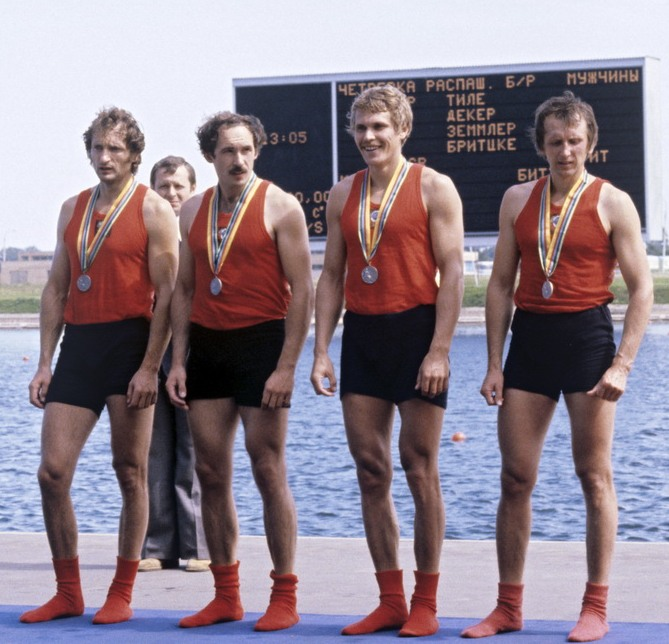
Silvermedaljörerna i fyra utan styrman vid sommarspelen 1980 i Moskva.

| Spel                            | Guld                                                                                 | Silver                                                                                     | Brons                                                                                   |
| St. Louis 1904 Detaljer...      | USA Arthur Stockhoff August Erker George Dietz Albert Nasse                          | USA Frederick Suerig Martin Formanack Charles Aman Michael Begley                          | USA Gustav Voerg John Freitag Louis Helm Frank Dummerth                                 |
| London 1908 Detaljer...         | Storbritannien Collier Cudmore James Angus Gillan Duncan Mackinnon John Somers-Smith | Storbritannien Philip Filleul Harold Barker John Fenning Gordon Thomson                    | Kanada Gordon Balfour Becher Gale Charles Riddy Geoffrey Taylor                         |
| London 1908 Detaljer...         | Storbritannien Collier Cudmore James Angus Gillan Duncan Mackinnon John Somers-Smith | Storbritannien Philip Filleul Harold Barker John Fenning Gordon Thomson                    | Nederländerna Hermannus Höfte Albertus Wielsma Johan Burk Bernardus Croon               |
| 1912-1920                       | Ingick inte i det olympiska programmet                                               | Ingick inte i det olympiska programmet                                                     | Ingick inte i det olympiska programmet                                                  |
| Paris 1924 Detaljer...          | Storbritannien Charles Eley James MacNabb Robert Morrison Terence Sanders            | Kanada Archibald Black George MacKay Colin Finlayson William Wood                          | Schweiz Emile Albrecht Alfred Probst Eugen Sigg Hans Walter                             |
| Amsterdam 1928 Detaljer...      | Storbritannien John Lander Michael Warriner Richard Beesly Edward Vaughan Bevan      | USA Charles Karle William Miller George Healis Ernest Bayer                                | Italien Cesare Rossi Pietro Freschi Umberto Bonadè Paolo Gennari                        |
| Los Angeles 1932 Detaljer...    | Storbritannien John Badcock Hugh Edwards Jack Beresford Rowland George               | Tyskland Karl Aletter Ernst Gaber Walter Flinsch Hans Maier                                | Italien Antonio Ghiardello Francesco Cossu Giliante D'Este Antonio Garzoni Provenzani   |
| Berlin 1936 Detaljer...         | Tyskland Rudolf Eckstein Anton Rom Martin Karl Wilhelm Menne                         | Storbritannien Thomas Bristow Alan Barrett Peter Jackson John Sturrock                     | Schweiz Hermann Betschart Hans Homberger Alex Homberger Karl Schmid                     |
| London 1948 Detaljer...         | Italien Giuseppe Moioli Elio Morille Giovanni Invernizzi Francesco Faggi             | Danmark Helge Halkjær Aksel Bonde Hansen Helge Muxoll Schrøder Ib Storm Larsen             | USA Frederick Kingsbury Stuart Griffing Gregory Gates Robert Perew                      |
| Helsingfors 1952 Detaljer...    | Jugoslavien Duje Bonačić Velimir Valenta Mate Trojanović Petar Šegvić                | Frankrike Pierre Blondiaux Jean-Jacques Guissart Marc Bouissou Roger Gautier               | Finland Veikko Lommi Kauko Wahlsten Oiva Lommi Lauri Nevalainen                         |
| Melbourne 1956 Detaljer...      | Kanada Archibald MacKinnon Lorne Loomer Walter D'Hondt Donald Arnold                 | USA John Welchli John McKinlay Arthur McKinlay James McIntosh                              | Frankrike René Guissart Yves Delacour Gaston Mercier Guy Guillabert                     |
| Rom 1960 Detaljer...            | USA Arthur Ayrault Ted Nash John Sayre Rusty Wailes                                  | Italien Tullio Baraglia Renato Bosatta Giancarlo Crosta Giuseppe Galante                   | Sovjetunionen Igor Achremtjik Juri Batjurov Valentin Morkovkin Anatolj Tarabrin         |
| Tokyo 1964 Detaljer...          | Danmark John Hansen Bjørn Hasløv Erik Petersen Kurt Helmudt                          | Storbritannien John Russell Hugh Wardell-Yerburgh William Barry John James                 | USA Geoffrey Picard Dick Lyon Ted Mittet Ted Nash                                       |
| Mexico City 1968 Detaljer...    | Östtyskland Frank Forberger Frank Rühle Dieter Grahn Dieter Schubert                 | Ungern Zoltán Melis József Csermely György Sarlós Antal Melis                              | Italien Renato Bosatta Pier Conti-Manzini Tullio Baraglia Abramo Albini                 |
| München 1972 Detaljer...        | Östtyskland Frank Forberger Frank Rühle Dieter Grahn Dieter Schubert                 | Nya Zeeland Dick Tonks Dudley Storey Ross Collinge Noel Mills                              | Västtyskland Joachim Ehrig Peter Funnekötter Franz Held Wolfgang Plottke                |
| Montréal 1976 Detaljer...       | Östtyskland Siegfried Brietzke Andreas Decker Stefan Semmler Wolfgang Mager          | Norge Ole Nafstad Arne Bergodd Finn Tveter Rolf Andreassen                                 | Sovjetunionen Raul Arnemann Nikolaj Kuznetsov Valerij Dolinin Anusjavan Gasan-Dzjalalov |
| Moskva 1980 Detaljer...         | Östtyskland Jürgen Thiele Andreas Decker Stefan Semmler Siegfried Brietzke           | Sovjetunionen Aleksej Kamkin Valerij Dolinin Aleksandr Kulagin Vitalij Jelisejev           | Storbritannien John Beattie Ian McNuff David Townsend Martin Cross                      |
| Los Angeles 1984 Detaljer...    | Nya Zeeland Les O'Connell Shane O'Brien Conrad Robertson Keith Trask                 | USA David Clark Jonathan Smith Philip Stekl Alan Forney                                    | Danmark Michael Jessen Lars Nielsen Per Rasmussen Erik Christiansen                     |
| Seoul 1988 Detaljer...          | Östtyskland Roland Schröder Ralf Brudel Olaf Förster Thomas Greiner                  | USA Raoul Rodriguez Thomas Bohrer Richard Kennelly David Krmpotich                         | Västtyskland Guido Grabow Volker Grabow Norbert Keßlau Jörg Puttlitz                    |
| Barcelona 1992 Detaljer...      | Australien Andrew Cooper Nicholas Green Mike McKay James Tomkins                     | USA Jeffrey McLaughlin William Burden Thomas Bohrer Patrick Manning                        | Slovenien Milan Janša Sadik Mujkič Sašo Mirjanič Janez Klemenčič                        |
| Atlanta 1996 Detaljer...        | Australien Nicholas Green Drew Ginn James Tomkins Mike McKay                         | Frankrike Bertrand Vecten Olivier Moncelet Daniel Fauché Gilles Bosquet                    | Storbritannien Greg Searle Jonny Searle Rupert Obholzer Tim Foster                      |
| Sydney 2000 Detaljer...         | Storbritannien James Cracknell Steven Redgrave Tim Foster Matthew Pinsent            | Italien Valter Molea Riccardo Dei Rossi Lorenzo Carboncini Carlo Mornati                   | Australien James Stewart Ben Dodwell Geoffrey Stewart Boden Hanson                      |
| Aten 2004 Detaljer...           | Storbritannien Steve Williams James Cracknell Ed Coode Matthew Pinsent               | Kanada Cameron Baerg Thomas Herschmiller Jake Wetzel Barney Williams                       | Italien Lorenzo Porzio Dario Dentale Luca Agamennoni Raffaello Leonardo                 |
| Peking 2008 Detaljer...         | Storbritannien Tom James Steve Williams Pete Reed Andrew Triggs Hodge                | Australien Matt Ryan James Marburg Cameron McKenzie-McHarg Francis Hegerty                 | Frankrike Julien Desprès Benjamin Rondeau Germain Chardin Dorian Mortelette             |
| London 2012 Detaljer...         | Storbritannien Alex Gregory Tom James Pete Reed Andrew Triggs Hodge                  | Australien James Chapman Joshua Dunkley-Smith Drew Ginn William Lockwood                   | USA Charlie Cole Scott Gault Glenn Ochal Henrik Rummel                                  |
| Rio de Janeiro 2016 Detaljer... | Storbritannien Alex Gregory Mohamed Sbihi George Nash Constantine Louloudis          | Australien William Lockwood Joshua Dunkley-Smith Josh Booth Alexander Hill                 | Italien Domenico Montrone Matteo Castaldo Matteo Lodo Giuseppe Vicino                   |
| Tokyo 2020 Detaljer...          | Australien Alexander Purnell Spencer Turrin Jack Hargreaves Alexander Hill           | Rumänien Mihăiță Vasile Țigănescu Mugurel Semciuc Ștefan Constantin Berariu Cosmin Pascari | Italien Matteo Castaldo Bruno Rosetti Matteo Lodo Giuseppe Vicino                       |

### Åtta med styrman

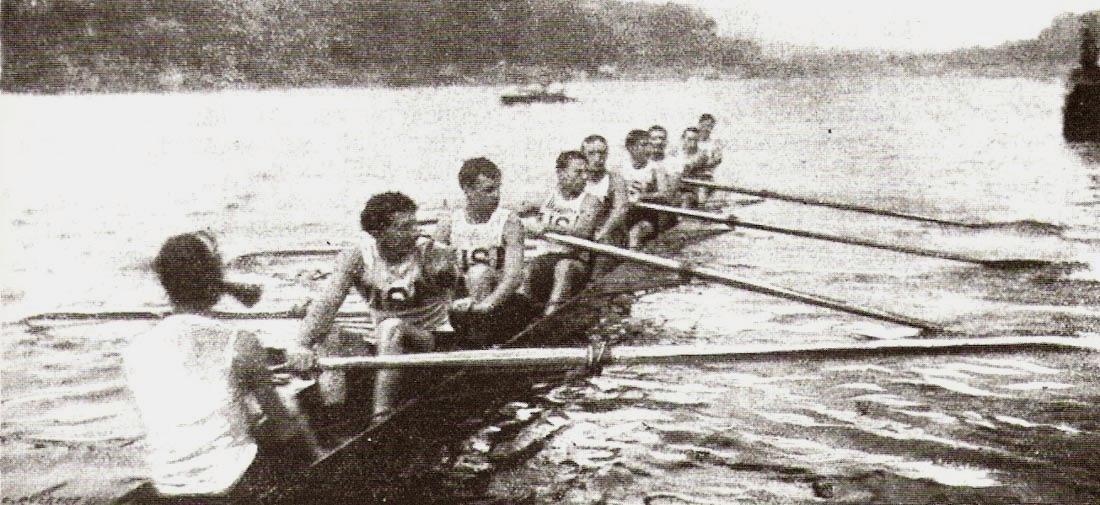
Den amerikanska besättning som tog det första guldet i åtta med styrman i Paris 1900.

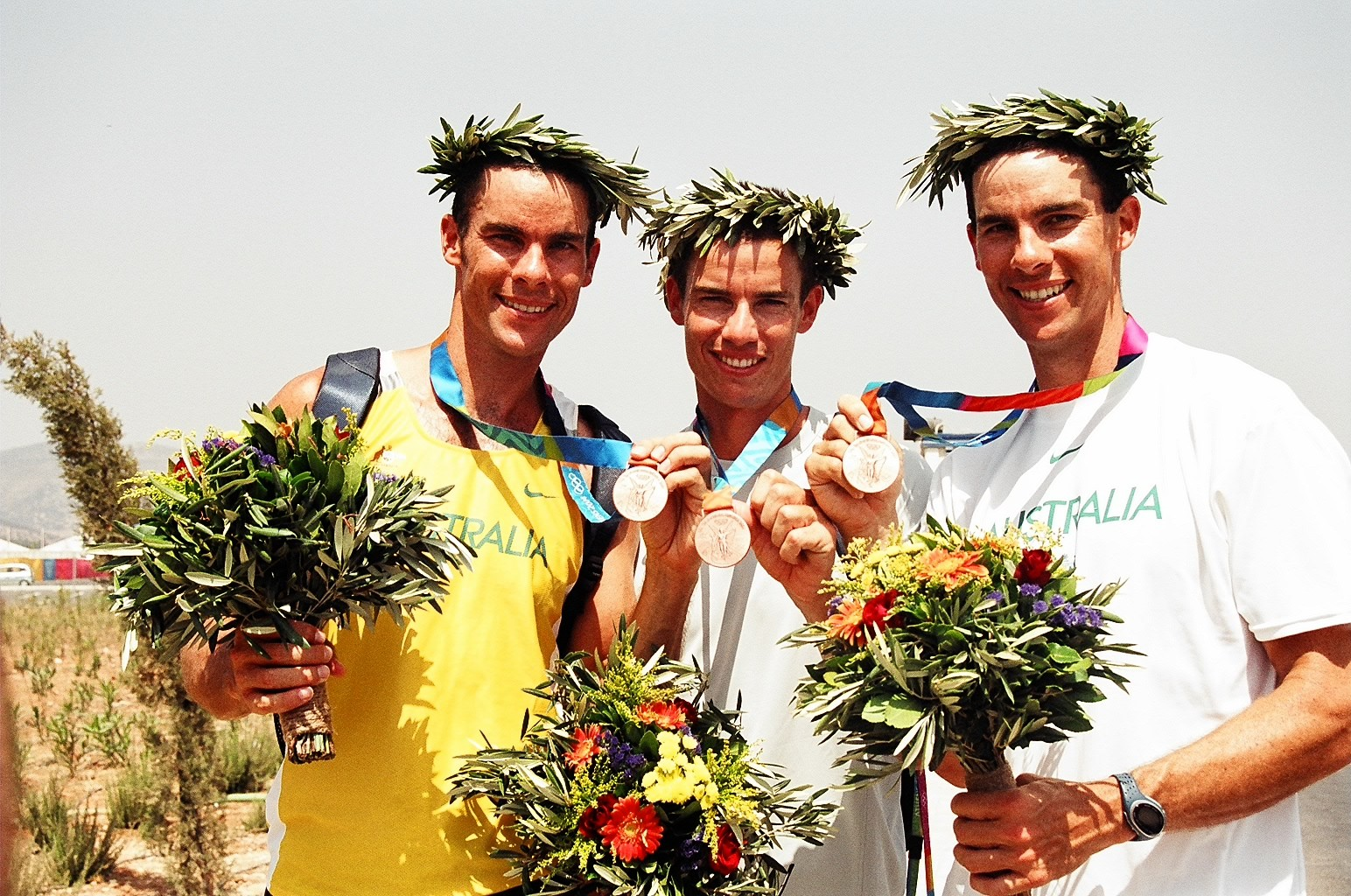
Bröderna James, Geoffrey och Stephen Stewart tog brons i åtta med styrman 2004.

| Spel                            | Guld | Silver | Brons |
| Paris 1900 Detaljer...          | USA William Carr Harry DeBaecke John Exley John Geiger Edwin Hedley James Juvenal Roscoe Lockwood Edward Marsh Louis Abell                                                 | Belgien Jules De Bisschop Prospère Bruggeman Oscar De Somville Oscar De Cock Maurice Hemelsoet Marcel Van Crombrugge Frank Odberg Maurice Verdonck Alfred van Landeghem      | Nederländerna François Brandt Johannes van Dijk Roelof Klein Ruurd Leegstra Walter Middelberg Hendrik Offerhaus Walter Thijssen Henricus Tromp Hermanus Brockmann                        |
| St. Louis 1904 Detaljer...      | USA Frederick Cresser Michael Gleason Frank Schell James Flanagan Charles Armstrong Harry Lott Joseph Dempsey John Exley Louis Abell                                       | Kanada Arthur Bailey William Rice George Reiffenstein Phil Boyd George Strange William Wadsworth Donald MacKenzie Joseph Wright Thomas Loudon                                | Ingen utsedd |
| London 1908 Detaljer...         | Storbritannien Albert Gladstone Frederick Kelly Banner Johnstone Guy Nickalls Charles Burnell Ronald Sanderson Raymond Etherington-Smith Henry Bucknall Gilchrist Maclagan | Belgien Oscar Taelman Marcel Morimont Rémy Orban Georges Mijs François Vergucht Polydore Veirman Oscar De Somville Rodolphe Poma Alfred van Landeghem                        | Kanada Irvine Robertson Joseph Wright Julius Thomson Walter Lewis Gordon Balfour Becher Gale Charles Riddy Geoffrey Taylor Douglas Kertland                                              |
| London 1908 Detaljer...         | Storbritannien Albert Gladstone Frederick Kelly Banner Johnstone Guy Nickalls Charles Burnell Ronald Sanderson Raymond Etherington-Smith Henry Bucknall Gilchrist Maclagan | Belgien Oscar Taelman Marcel Morimont Rémy Orban Georges Mijs François Vergucht Polydore Veirman Oscar De Somville Rodolphe Poma Alfred van Landeghem                        | Storbritannien Frank Jerwood Eric Powell Oswald Carver Edward Williams Henry Goldsmith Harold Kitching John Burn Douglas Stuart Richard Boyle                                            |
| Stockholm 1912 Detaljer...      | Storbritannien Edgar Burgess Sidney Swann Leslie Wormald Ewart Horsfall James Angus Gillan Arthur Garton Alister Kirby Philip Fleming Henry Wells                          | Storbritannien William Fison William Parker Thomas Gillespie Beaufort Burdekin Frederick Pitman Arthur Wiggins Charles Littlejohn Robert Bourne John Walker                  | Tyskland Otto Liebing Max Bröske Max Vetter Willi Bartholomae Fritz Bartholomae Werner Dehn Rudolf Reichelt Hans Matthiae Kurt Runge                                                     |
| Antwerpen 1920 Detaljer...      | USA Virgil Jacomini Edwin Graves William Jordan Edward Moore Alden Sanborn Donald Johnston Vincent Gallagher Clyde King Sherman Clark                                      | Storbritannien Ewart Horsfall Guy Oliver Nickalls Richard Lucas Walter James John Campbell Sebastian Earl Ralph Shove Sidney Swann Robin Johnstone                           | Norge Theodor Nag Conrad Olsen Adolf Nilsen Håkon Ellingsen Thore Michelsen Arne Mortensen Karl Nag Tollef Tollefsen Thoralf Hagen                                                       |
| Paris 1924 Detaljer...          | USA Leonard Carpenter Howard Kingsbury Alfred Lindley John Miller James Rockefeller Frederick Sheffield Benjamin Spock Alfred Wilson Laurence Stoddard                     | Kanada Arthur Bell Robert Hunter William Langford Harold Little John Smith Warren Snyder Norman Taylor William Wallace Ivor Campbell                                         | Italien Antonio Cattalinich Francesco Cattalinich Simeone Cattalinich Giuseppe Grivelli Latino Galasso Pietro Ivanov Bruno Sorich Carlo Toniatti Vittorio Gliubich                       |
| Amsterdam 1928 Detaljer...      | USA Marvin Stalder John Brinck Francis Frederick William Thompson William Dally James Workman Hubert A. Caldwell Peter Donlon Donald Blessing                              | Storbritannien Jamie Hamilton Guy Oliver Nickalls John Badcock Donald Gollan Harold Lane Gordon Killick Jack Beresford Harold West Arthur Sulley                             | Kanada Frederick Hedges Frank Fiddes John Hand Herbert Richardson Jack Murdoch Athol Meech Edgar Norris William Ross John Donnelly                                                       |
| Los Angeles 1932 Detaljer...    | USA Edwin Salisbury James Blair Duncan Gregg David Dunlap Burton Jastram Charles Chandler Harold Tower Winslow Hall Norris Graham                                          | Italien Vittorio Cioni Mario Balleri Renato Bracci Dino Barsotti Roberto Vestrini Guglielmo Del Bimbo Enrico Garzelli Renato Barbieri Cesare Milani                          | Kanada Earl Eastwood Joseph Harris Stanley Stanyar Harry Fry Cedric Liddell William Thoburn Donald Boal Albert Taylor George MacDonald                                                   |
| Berlin 1936 Detaljer...         | USA Herbert Morris Charles Day Gordon Adam John White James McMillin George Hunt Joseph Rantz Donald Hume Robert Moch                                                      | Italien Guglielmo Del Bimbo Dino Barsotti Oreste Grossi Enzo Bartolini Mario Checcacci Dante Secchi Ottorino Quaglierini Enrico Garzelli Cesare Milani                       | Tyskland Alfred Rieck Helmut Radach Hans Kuschke Heinz Kaufmann Gerd Völs Werner Loeckle Hans-Joachim Hannemann Herbert Schmidt Wilhelm Mahlow                                           |
| London 1948 Detaljer...         | USA Ian Turner David Turner James Hardy George Ahlgren Lloyd Butler David Brown Justus Smith John Stack Ralph Purchase                                                     | Storbritannien Christopher Barton Michael Lapage Guy Richardson Ernest Bircher Paul Massey Charles Lloyd David Meyrick Alfred Mellows Jack Dearlove                          | Norge Kristoffer Lepsøe Thorstein Kråkenes Hans Hansen Halfdan Gran Olsen Harald Kråkenes Leif Næss Thor Pedersen Carl Monssen Sigurd Monssen                                            |
| Helsingfors 1952 Detaljer...    | USA Frank Shakespeare William Fields James Dunbar Richard Murphy Robert Detweiler Henry Procter Wayne Frye Edward Stevens Charles Manring                                  | Sovjetunionen Jevgenj Brago Vladimir Rodimusjkin Aleksei Komarov Igor Borisov Slava Amiragov Leonid Gissen Jevgenj Samsonov Vladimir Kryukov Igor Poljakov                   | Australien Bob Tinning Ernest Chapman Nimrod Greenwood David Anderson Geoff Williamson Mervyn Finlay Edward Pain Phil Cayzer Tom Chessell                                                |
| Melbourne 1956 Detaljer...      | USA Thomas Charlton David Wight John Cooke Donald Beer Caldwell Esselstyn Charles Grimes Rusty Wailes Robert Morey William Becklean                                        | Kanada Philip Kueber Richard McClure Robert Wilson David Helliwell Donald Pretty Bill McKerlich Douglas McDonald Lawrence West Carlton Ogawa                                 | Australien Michael Aikman David Boykett Angus Benfield Jim Howden Garth Manton Walter Howell Adrian Monger Brian Doyle Harold Hewitt                                                     |
| Rom 1960 Detaljer...            | Tysklands förenade lag Manfred Rulffs Walter Schröder Frank Schepke Kraft Schepke Karl-Heinrich von Groddeck Karl-Heinz Hopp Klaus Bittner Hans Lenk Willi Padge           | Kanada Donald Arnold Walter D'Hondt Nelson Kuhn John Lecky Lorne Loomer Archibald MacKinnon Bill McKerlich Glen Mervyn Sohen Biln                                            | Tjeckoslovakien Bohumil Janoušek Jan Jindra Jiří Lundák Stanislav Lusk Václav Pavkovič Luděk Pojezný Jan Švéda Josef Věntus Miroslav Koníček                                             |
| Tokyo 1964 Detaljer...          | USA Joseph Amlong Thomas Amlong Boyce Budd Emory Clark Stanley Cwiklinski Hugh Foley William Knecht William Stowe Róbert Zimonyi                                           | Tysklands förenade lag Klaus Aeffke Klaus Bittner Karl-Heinrich von Groddeck Hans-Jurgen Wallbrecht Klaus Behrens Jürgen Schröder Jürgen Plagemann Horst Meyer Thomas Ahrens | Tjeckoslovakien Petr Čermák Jiří Lundák Jan Mrvík Július Toček Josef Věntus Luděk Pojezný Bohumil Janoušek Richard Nový Miroslav Koníček                                                 |
| Mexico City 1968 Detaljer...    | Västtyskland Horst Meyer Wolfgang Hottenrott Dirk Schreyer Egbert Hirschfelder Rüdiger Henning Jörg Siebert Lutz Ulbricht Nikolaus Ott Günther Thiersch                    | Australien Alf Duval David Douglas Michael Morgan John Ranch Joe Fazio Gary Pearce Peter Dickson Bob Shirlaw Alan Grover                                                     | Sovjetunionen Zigmas Jukna Aleksandr Martysjkin Antanas Bagdonavičius Vjtautas Briedis Volodymyr Sterlyk Valentyn Kravtjuk Juozas Jagelavičius Viktor Suslin Juri Lorentsson             |
| München 1972 Detaljer...        | Nya Zeeland Tony Hurt Wybo Veldman Dick Joyce John Hunter Lindsay Wilson Athol Earl Trevor Coker Gary Robertson Simon Dickie                                               | USA Lawrence Terry Franklin Hobbs Pete Raymond Tim Mickelson Eugene Clapp William Hobbs Cleve Livingston Mike Livingston Paul Hoffman                                        | Östtyskland Hans-Joachim Borzym Jörg Landvoigt Harold Dimke Manfred Schneider Hartmut Schreiber Manfred Schmorde Bernd Landvoigt Heinrich Mederow Dietmar Schwarz                        |
| Montréal 1976 Detaljer...       | Östtyskland Bernd Baumgart Gottfried Döhn Werner Klatt Hans-Joachim Lück Dieter Wendisch Roland Kostulski Ulrich Karnatz Karl-Heinz Prudöhl Karl-Heinz Danielowski         | Storbritannien Richard Lester John Yallop Timothy Crooks Hugh Matheson David Maxwell James Clark Frederick Smallbone Leonard Robertson Patrick Sweeney                       | Nya Zeeland Ivan Sutherland Trevor Coker Peter Dignan Lindsay Wilson Athol Earl Dave Rodger Alex McLean Tony Hurt Simon Dickie                                                           |
| Moskva 1980 Detaljer...         | Östtyskland Bernd Krauß Hans-Peter Koppe Ulrich Kons Jörg Friedrich Jens Doberschütz Ulrich Karnatz Uwe Dühring Bernd Höing Klaus-Dieter Ludwig                            | Storbritannien Duncan McDougall Allan Whitwell Henry Clay Chris Mahoney Andrew Justice John Pritchard Malcolm McGowan Richard Stanhope Colin Moynihan                        | Sovjetunionen Viktor Kokosjyn Andrij Tisjtjenko Oleksandr Tkatjenko Jonas Pinskus Jonas Narmontas Andrej Luhin Oleksandr Mantsevjtj Ihar Majstrenka Hrihorij Dmytrenko                   |
| Los Angeles 1984 Detaljer...    | Kanada Blair Horn Dean Crawford Michael Evans Paul Steele Grant Main Mark Evans Kevin Neufeld Pat Turner Brian McMahon                                                     | USA Chip Lubsen Andrew Sudduth John Terwilliger Christopher Penny Tom Darling Fred Borchelt Charles Clapp Bruce Ibbetson Bob Jaugstetter                                     | Australien Craig Muller Clyde Hefer Samuel Patten Tim Willoughby Ian Edmunds James Battersby Ion Popa Stephen Evans Gavin Thredgold                                                      |
| Seoul 1988 Detaljer...          | Västtyskland Bahne Rabe Eckhardt Schultz Ansgar Wessling Wolfgang Maennig Matthias Mellinghaus Thomas Möllenkamp Thomas Domian Armin Eichholz Manfred Klein                | Sovjetunionen Viktor Omeljanovytj Vasilj Tichonov Andrej Vasiljev Pavlo Hurkovskyj Mykola Komarov Aleksandr Lukjanov Veniamin But Viktor Diduk Aleksandr Dumtjev             | USA Mike Teti Jonathan Smith Ted Patton Jack Rusher Peter Nordell Jeffrey McLaughlin Doug Burden John Pescatore Seth Bauer                                                               |
| Barcelona 1992 Detaljer...      | Kanada Darren Barber Andrew Crosby Michael Forgeron Robert Marland Terrence Paul Derek Porter Michael Rascher Bruce Robertson John Wallace                                 | Rumänien Iulica Ruican Viorel Talapan Vasile Năstase Claudiu Marin Dănuț Dobre Valentin Robu Vasile Măstăcan Ioan Vizitiu Marin Gheorghe                                     | Tyskland Roland Baar Armin Eichholz Detlef Kirchhoff Manfred Klein Bahne Rabe Frank Jörg Richter Hans Sennewald Thorsten Streppelhoff Ansgar Wessling                                    |
| Atlanta 1996 Detaljer...        | Nederländerna Koos Maasdijk Ronald Florijn Jeroen Duyster Michiel Bartman Henk-Jan Zwolle Niels van der Zwan Niels van Steenis Diederik Simon Nico Rienks                  | Tyskland Mark Kleinschmidt Detlef Kirchhoff Wolfram Huhn Roland Baar Marc Weber Ulrich Viefers Peter Thiede Thorsten Streppelhoff Frank Jörg Richter                         | Ryssland Pavel Melnikov Andrej Gluchov Anton Tjermasjentsev Aleksandr Lukjanov Nikolaj Aksionov Dmitrij Rozinkevitj Sergej Matvejev Roman Montjenko Vladimir Volodenkov Vladimir Sokolov |
| Sydney 2000 Detaljer...         | Storbritannien Andrew Lindsay Ben Hunt-Davis Simon Dennis Louis Attrill Luka Grubor Kieran West Fred Scarlett Steve Trapmore Rowley Douglas                                | Australien Christian Ryan Alastair Gordon Nick Porzig Robert Jahrling Mike McKay Stuart Welch Daniel Burke Jaime Fernandez Brett Hayman                                      | Kroatien Igor Francetić Tihomir Franković Tomislav Smoljanović Nikša Skelin Siniša Skelin Krešimir Čuljak Igor Boraska Branimir Vujević Silvijo Petriško                                 |
| Aten 2004 Detaljer...           | USA Jason Read Wyatt Allen Chris Ahrens Joseph Hansen Matt Deakin Dan Beery Beau Hoopman Bryan Volpenhein Peter Cipollone                                                  | Nederländerna Matthijs Vellenga Gijs Vermeulen Jan-Willem Gabriëls Daniël Mensch Geert-Jan Derksen Gerritjan Eggenkamp Diederik Simon Michiel Bartman Chun Wei Cheung        | Australien Stefan Szczurowski Stuart Reside Stuart Welch James Stewart Geoffrey Stewart Boden Hanson Mike McKay Stephen Stewart Michael Toon                                             |
| Peking 2008 Detaljer...         | Kanada Kevin Light Ben Rutledge Andrew Byrnes Jake Wetzel Malcolm Howard Dominic Seiterle Adam Kreek Kyle Hamilton Brian Price                                             | Storbritannien Alex Partridge Tom Stallard Tom Lucy Richard Egington Josh West Alastair Heathcote Matthew Langridge Colin Smith Acer Nethercott                              | USA Beau Hoopman Matt Schnobrich Micah Boyd Wyatt Allen Daniel Walsh Steven Coppola Josh Inman Bryan Volpenhein Marcus McElhenney                                                        |
| London 2012 Detaljer...         | Tyskland Filip Adamski Andreas Kuffner Eric Johannesen Maximilian Reinelt Richard Schmidt Lukas Müller Florian Mennigen Kristof Wilke Martin Sauer                         | Kanada Gabriel Bergen Douglas Csima Robert Gibson Conlin McCabe Malcolm Howard Andrew Byrnes Jeremiah Brown Will Crothers Brian Price                                        | Storbritannien Alex Partridge James Foad Tom Ransley Richard Egington Mohamed Sbihi Greg Searle Matthew Langridge Constantine Louloudis Phelan Hill                                      |
| Rio de Janeiro 2016 Detaljer... | Storbritannien Paul Bennett Scott Durant Matt Gotrel Matthew Langridge Tom Ransley Pete Reed William Satch Andrew Triggs Hodge Phelan Hill                                 | Tyskland Maximilian Munski Malte Jakschik Andreas Kuffner Eric Johannesen Maximilian Reinelt Felix Drahotta Richard Schmidt Hannes Ocik Martin Sauer                         | Nederländerna Kaj Hendrik Robert Lücken Boaz Meylink Boudewijn Roell Olivier Siegelaar Dirk Uittenboogaard Mechiel Versluis Tone Wieten Peter Wiersum                                    |
| Tokyo 2020 Detaljer...          | Nya Zeeland Tom Mackintosh Hamish Bond Tom Murray Michael Brake Dan Williamson Phillip Wilson Shaun Kirkham Matt Macdonald Sam Bosworth                                    | Tyskland Johannes Weißenfeld Laurits Follert Olaf Roggensack Torben Johannesen Jakob Schneider Malte Jakschik Richard Schmidt Hannes Ocik Martin Sauer                       | Storbritannien Josh Bugajski Jacob Dawson Thomas George Moe Sbihi Charles Elwes Oliver Wynne-Griffith James Rudkin Thomas Ford Henry Fieldman                                            |

### Lättvikts-dubbelsculler
| Spel                            | Guld                                         | Silver                                            | Brons                                             |
| Atlanta 1996 Detaljer...        | Michael Gier och Markus Gier (SUI)           | Maarten van der Linden och Pepijn Aardewijn (NED) | Bruce Hick och Anthony Edwards (AUS)              |
| Sydney 2000 Detaljer...         | Tomasz Kucharski och Robert Sycz (POL)       | Elia Luini och Leonardo Pettinari (ITA)           | Pascal Touron och Thibaud Chapelle (FRA)          |
| Aten 2004 Detaljer...           | Tomasz Kucharski och Robert Sycz (POL)       | Frédéric Dufour och Pascal Touron (FRA)           | Vasileios Polymeros och Nikolaos Skiathitis (GRE) |
| Peking 2008 Detaljer...         | Zac Purchase och Mark Hunter (GBR)           | Dimitrios Mougios och Vasileios Polymeros (GRE)   | Mads Rasmussen och Rasmus Quist (DEN)             |
| London 2012 Detaljer...         | Mads Rasmussen och Rasmus Quist Hansen (DEN) | Zac Purchase och Mark Hunter (GBR)                | Storm Uru och Peter Taylor (NZL)                  |
| Rio de Janeiro 2016 Detaljer... | Pierre Houin och Jeremie Azou (FRA)          | Gary O'Donovan och Paul O'Donovan (IRL)           | Kristoffer Brun och Are Strandli (NOR)            |
| Tokyo 2020 Detaljer...          | Fintan McCarthy och Paul O'Donovan (IRL)     | Jonathan Rommelmann och Jason Osborne (GER)       | Stefano Oppo och Pietro Ruta (ITA)                |

## Borttagna grenar

### Tvåa med styrman

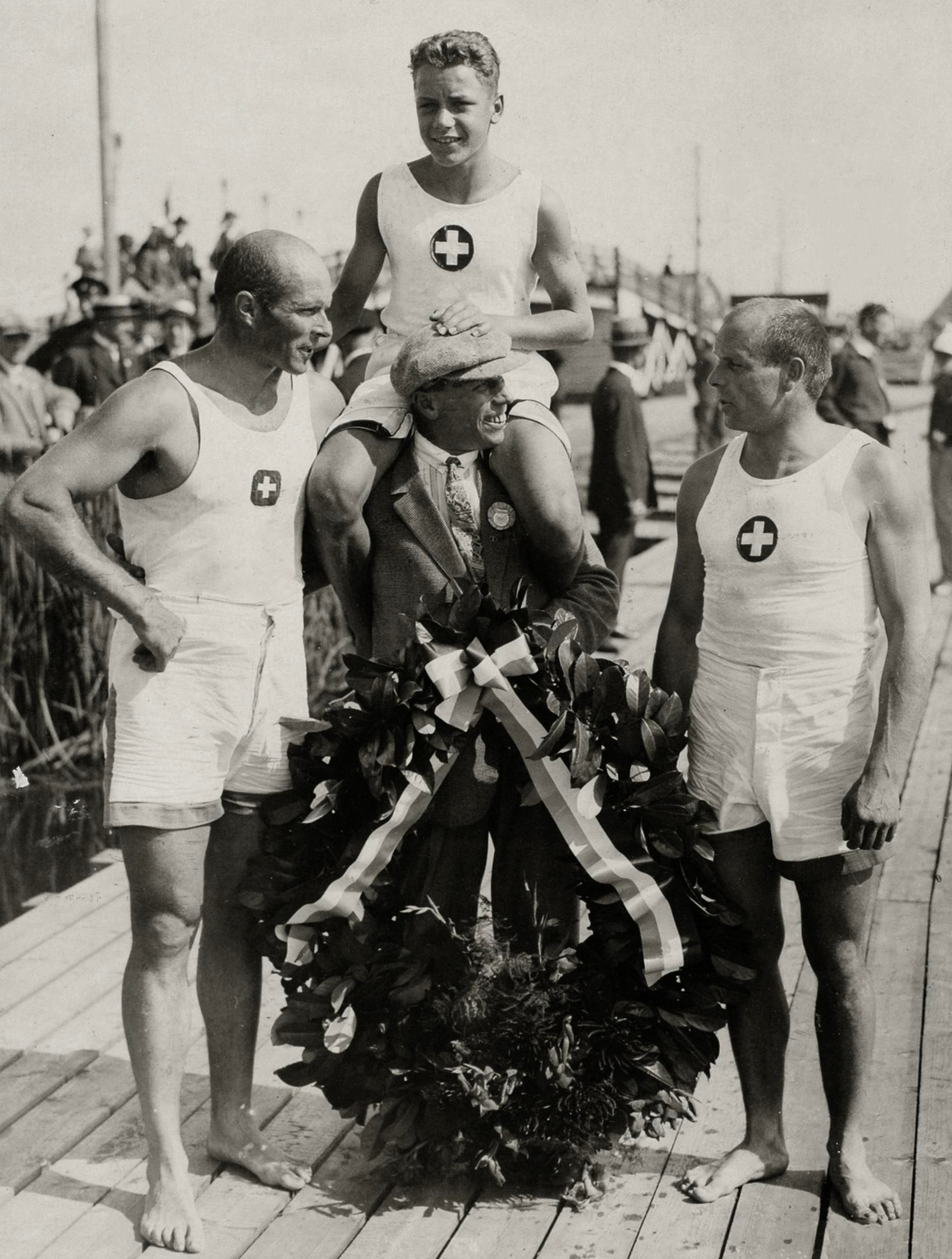
Guldmedaljörerna i tvåa med styrman vid OS 1928.

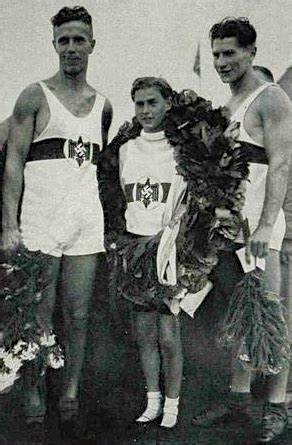
Gerhard Gustmann, Dieter Arend och Herbert Adamski tog guld i tvåa med styrman 1936.

| Spel                         | Guld                                                              | Silver                                                                         | Brons                                                             |
| Paris 1900 Detaljer...       | Kombinationslag François Brandt Roelof Klein Hermanus Brockmann   | Frankrike Lucien Martinet René Waleff okänd styrman                            | Frankrike Carlos Deltour Antoine Védrenne Raoul Paoli             |
| 1904-1912                    | Ingick inte i det olympiska programmet                            | Ingick inte i det olympiska programmet                                         | Ingick inte i det olympiska programmet                            |
| Antwerpen 1920 Detaljer...   | Italien Ercole Olgeni Giovanni Scatturin Guido De Filip           | Frankrike Gabriel Poix Maurice Bouton Ernest Barberolle                        | Schweiz Édouard Candeveau Alfred Felber Paul Piaget               |
| Paris 1924 Detaljer...       | Schweiz Édouard Candeveau Alfred Felber Émile Lachapelle          | Italien Ercole Olgeni Giovanni Scatturin Gino Sopracordevole                   | USA Leon Butler Harold Wilson Edward Jennings                     |
| Amsterdam 1928 Detaljer...   | Schweiz Hans Schöchlin Karl Schöchlin Hans Bourquin               | Frankrike Armand Marcelle Edouard Marcelle Henri Préaux                        | Belgien Léon Flament François de Coninck Georges Anthony          |
| Los Angeles 1932 Detaljer... | USA Joseph Schauers Charles Kieffer Edward Jennings               | Polen Jerzy Braun Janusz Ślązak Jerzy Skolimowski                              | Frankrike Anselme Brusa André Giriat Pierre Brunet                |
| Berlin 1936 Detaljer...      | Tyskland Gerhard Gustmann Herbert Adamski Dieter Arend            | Italien Almiro Bergamo Guido Santin Luciano Negrini                            | Frankrike Marceau Fourcade Georges Tapie Noël Vandernotte         |
| London 1948 Detaljer...      | Danmark Finn Pedersen Tage Henriksen Carl Andersen                | Italien Giovanni Steffè Aldo Tarlao Alberto Radi                               | Ungern Antal Szendey Béla Zsitnik Róbert Zimonyi                  |
| Helsingfors 1952 Detaljer... | Frankrike Raymond Salles Gaston Mercier Bernard Malivoire         | Tyskland Heinz Manchen Helmut Heinhold Helmut Noll                             | Danmark Svend Pedersen Poul Svendsen Jørgen Frantzen              |
| Melbourne 1956 Detaljer...   | USA Arthur Ayrault Conn Findlay Armin Seiffert                    | Tysklands förenade lag Karl-Heinrich von Groddeck Horst Arndt Rainer Borkowsky | Sovjetunionen Ihor Yemchuk Georgiy Zhylin Vladimir Petrov         |
| Rom 1960 Detaljer...         | Tysklands förenade lag Bernhard Knubel Karl Renneberg Klaus Zerta | Sovjetunionen Antanas Bagdonavičius Zigmas Jukna Igor Rudakov                  | USA Richard Draeger Conn Findlay Kent Mitchell                    |
| Tokyo 1964 Detaljer...       | USA Edward Ferry Conn Findlay Kent Mitchell                       | Frankrike Jacques Morel Georges Morel Jean Claude Darouy                       | Nederländerna Jan Just Bos Herman Rouwé Erik Hartsuiker           |
| Mexico City 1968 Detaljer... | Italien Primo Baran Renzo Sambo Bruno Cipolla                     | Nederländerna Herman Suselbeek Hadriaan van Nes Roderick Rijnders              | Danmark Jørn Krab Harry Jørgensen Preben Krab                     |
| München 1972 Detaljer...     | Östtyskland Wolfgang Gunkel Jörg Lücke Klaus-Dieter Neubert       | Tjeckoslovakien Oldřich Svojanovský Pavel Svojanovský Vladimír Petříček        | Rumänien Ştefan Tudor Petre Ceapura Ladislau Lovrenschi           |
| Montréal 1976 Detaljer...    | Östtyskland Harald Jährling Friedrich Ulrich Georg Spohr          | Sovjetunionen Dmitrij Bechterev Jurij Sjurkalov Jurij Lorentsson               | Tjeckoslovakien Oldřich Svojanovský Pavel Svojanovský Ludvík Vébr |
| Moskva 1980 Detaljer...      | Östtyskland Harald Jährling Friedrich-Wilhelm Ulrich Georg Spohr  | Sovjetunionen Viktor Pereverzev Gennady Kryuchkin Aleksandr Lukjanov           | Jugoslavien Dusko Mrduljas Zlatko Celent Josip Reic               |
| Los Angeles 1984 Detaljer... | Italien Carmine Abbagnale Giuseppe Abbagnale Giuseppe Di Capua    | Rumänien Dimitrie Popescu Vasile Tomoiagă Dumitru Răducanu                     | USA Kevin Still Robert Espeseth Doug Herland                      |
| Seoul 1988 Detaljer...       | Italien Carmine Abbagnale Giuseppe Abbagnale Giuseppe Di Capua    | Östtyskland Mario Streit Detlef Kirchhoff René Rensch                          | Storbritannien Patrick Sweeney Andy Holmes Steven Redgrave        |
| Barcelona 1992 Detaljer...   | Storbritannien Garry Herbert Greg Searle Jonny Searle             | Italien Carmine Abbagnale Giuseppe Abbagnale Giuseppe Di Capua                 | Rumänien Dimitrie Popescu Dumitru Răducanu Nicolaie Taga          |

### Fyra med styrman

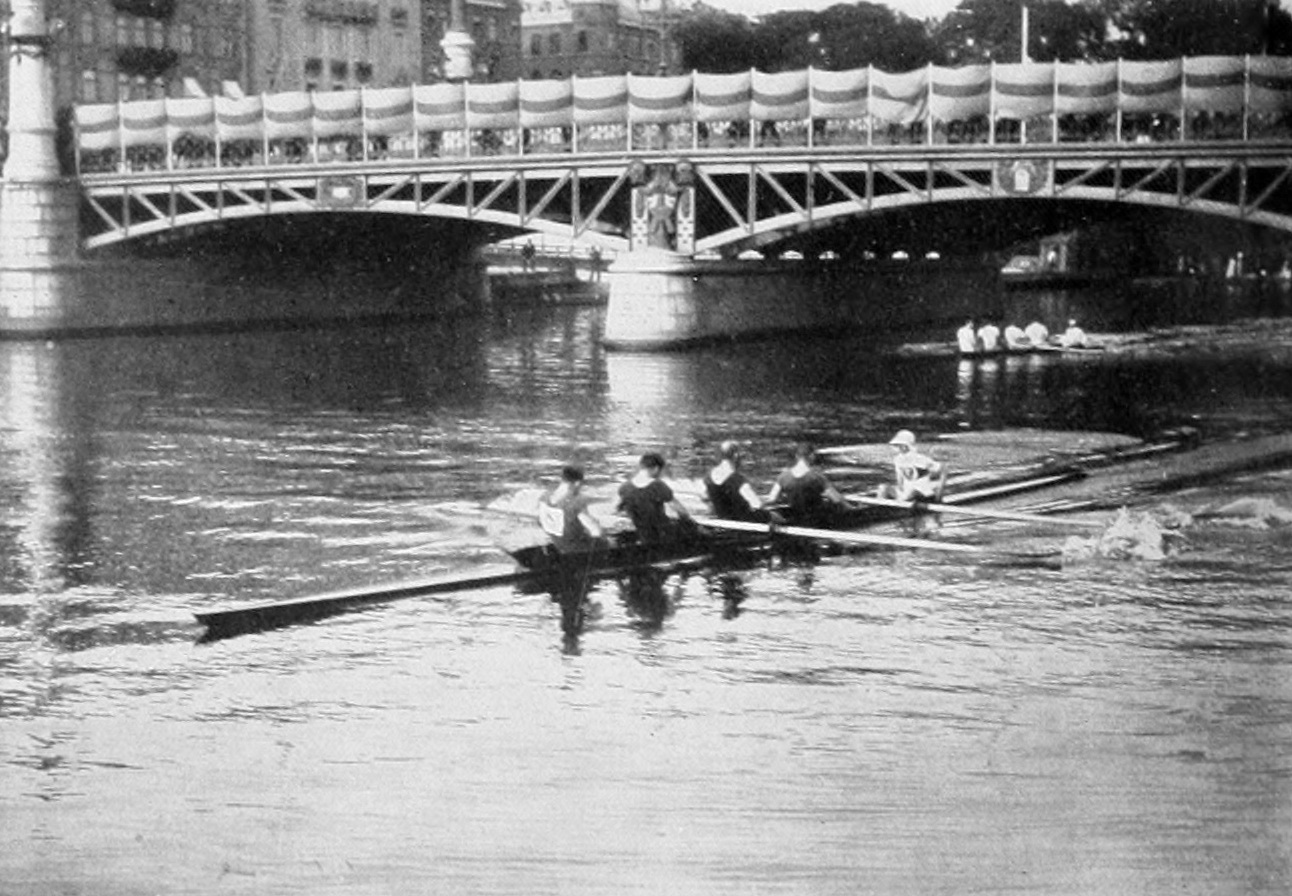
De tyska guldmedaljörerna har passerat de brittiska silvermedaljörerna (under Djurgårdsbron) i tävlingen i fyra med styrman 1912.

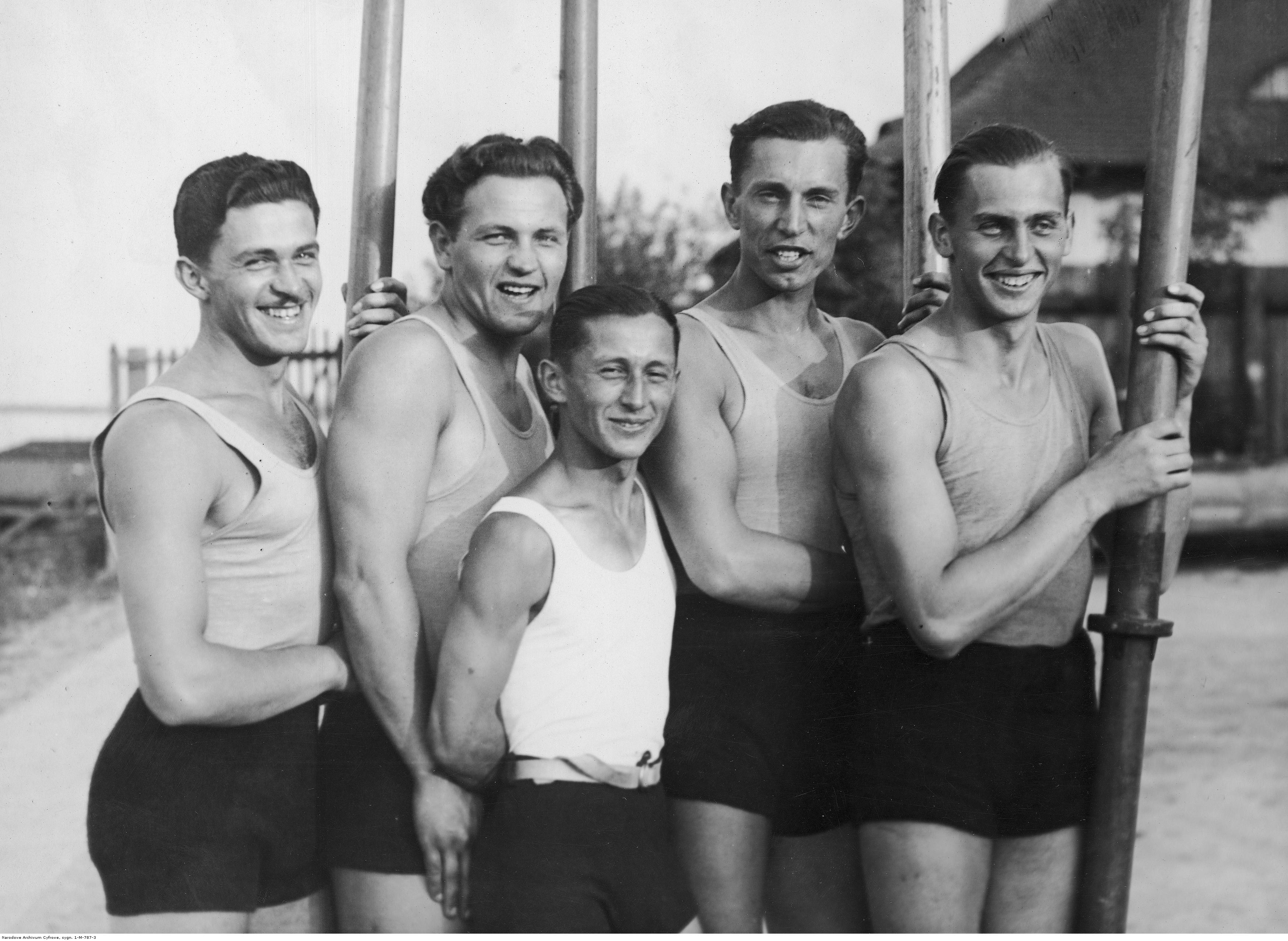
Den polska besättningen som tog brons i fyra med styrman 1932 i Los Angeles.

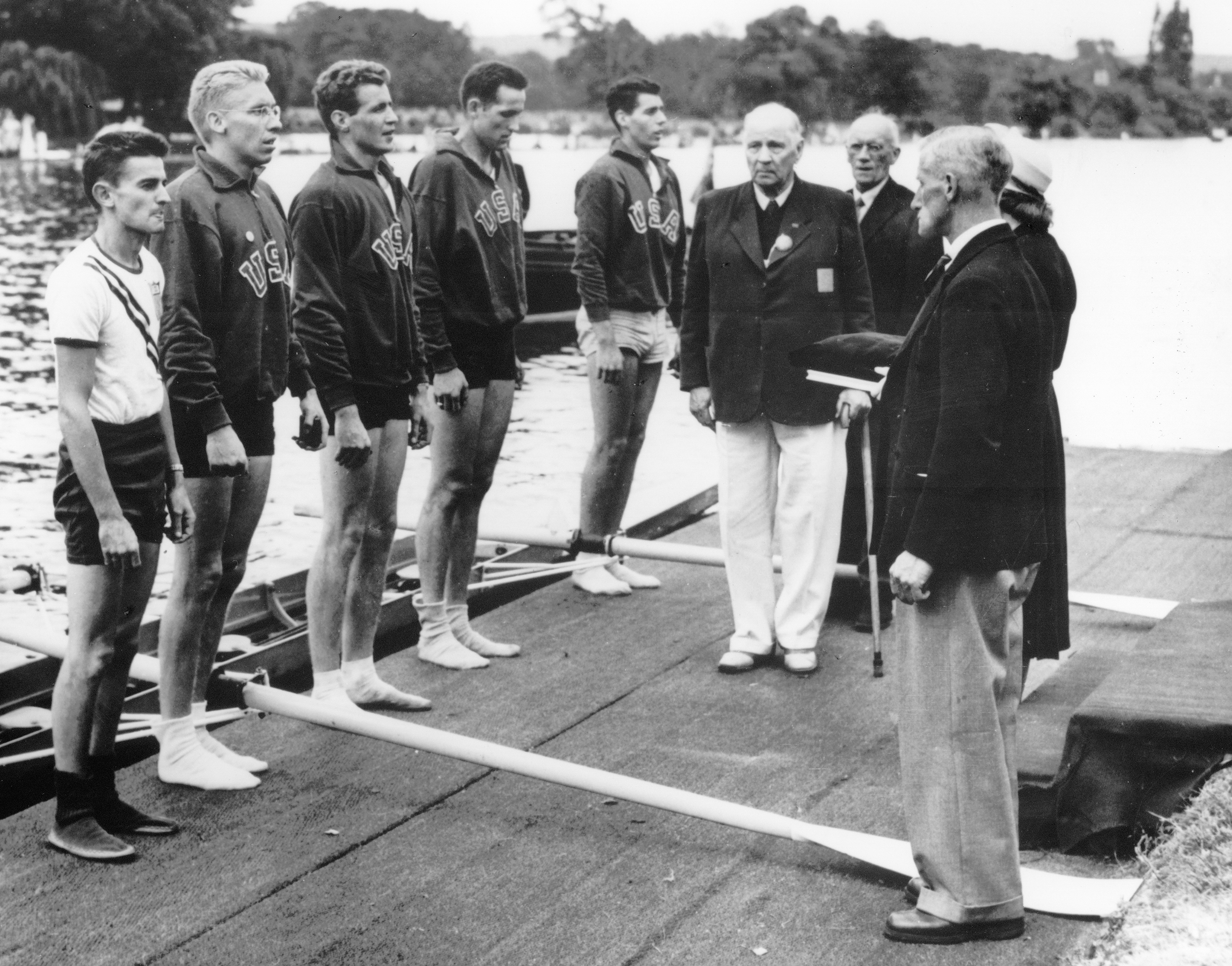
Utdelning av guldmedaljerna i fyra med styrman vid spelen i London 1948.

| Spel                         | Guld | Silver | Brons |
| Paris 1900 Detaljer...       | Frankrike Henri Bouckaert Jean Cau Émile Delchambre Henri Hazebrouck Charlot Tyskland Gustav Goßler Oskar Goßler Walter Katzenstein Waldemar Tietgens Carl Goßler | Frankrike Georges Lumpp Charles Perrin Daniel Soubeyran Émile Wegelin okänd styrman Nederländerna Coenraad Hiebendaal Geert Lotsij Paul Lotsij Johannes Terwogt Hermanus Brockmann | Tyskland Wilhelm Carstens Julius Körner Adolf Möller Hugo Rüster Gustav Moths Tyskland Ernst Felle Otto Fickeisen Carl Lehle Hermann Wilker Franz Kröwerath |
| 1904-1908                    | Ingick inte i det olympiska programmet | Ingick inte i det olympiska programmet | Ingick inte i det olympiska programmet |
| Stockholm 1912 Detaljer...   | Tyskland Albert Arnheiter Hermann Wilker Rudolf Fickeisen Otto Fickeisen Karl Leister                                                                             | Storbritannien Julius Beresford Karl Vernon Charles Rought Bruce Logan Geoffrey Carr                                                                                               | Danmark Erik Bisgaard Rasmus Frandsen Mikael Simonsen Poul Thymann Ejgil Clemmensen                                                                         |
| Antwerpen 1920 Detaljer...   | Schweiz Willy Brüderlin Max Rudolf Paul Rudolf Hans Walter Paul Staub                                                                                             | USA Kenneth Myers Carl Klose Franz Federschmidt Erich Federschmidt Sherman Clark                                                                                                   | Norge Birger Var Theodor Klem Henry Larsen Per Gulbrandsen Thoralf Hagen                                                                                    |
| Paris 1924 Detaljer...       | Schweiz Emile Albrecht Alfred Probst Eugen Sigg Hans Walter Émile Lachapelle                                                                                      | Frankrike Eugène Constant Louis Gressier Georges Lecointe Raymond Talleux Ernest Barberolle                                                                                        | USA Robert Gerhardt Sidney Jelinek Edward Mitchell Henry Welsford John Kennedy                                                                              |
| Amsterdam 1928 Detaljer...   | Italien Valerio Perentin Giliante D'Este Nicolò Vittori Giovanni Delise Renato Petronio                                                                           | Schweiz Ernst Haas Joseph Meyer Otto Bucher Karl Schwegler Fritz Bösch | Polen Franciszek Bronikowski Edmund Jankowski Leon Birkholc Bernard Ormanowski Bolesław Drewek                                                              |
| Los Angeles 1932 Detaljer... | Tyskland Hans Eller Horst Hoeck Walter Meyer Joachim Spremberg Carlheinz Neumann                                                                                  | Italien Bruno Vattovaz Giovanni Plazzer Riccardo Divora Bruno Parovel Giovanni Scher                                                                                               | Polen Jerzy Braun Janusz Ślązak Stanisław Urban Edward Kobyliński Jerzy Skolimowski                                                                         |
| Berlin 1936 Detaljer...      | Tyskland Hans Maier Walter Volle Ernst Gaber Paul Söllner Fritz Bauer                                                                                             | Schweiz Hermann Betschart Hans Homberger Alex Homberger Karl Schmid Rolf Spring | Frankrike Fernand Vandernotte Marcel Vandernotte Jean Cosmat Marcel Chauvigné Noël Vandernotte                                                              |
| London 1948 Detaljer...      | USA Warren Westlund Robert Martin Bob Will Gordon Giovanelli Allan Morgan                                                                                         | Schweiz Rudolf Reichling Erich Schriever Emil Knecht Peter Stebler André Moccand                                                                                                   | Danmark Erik Larsen Børge Nielsen Henry Larsen Harry Knudsen Jørgen Olsen                                                                                   |
| Helsingfors 1952 Detaljer... | Tjeckoslovakien Karel Mejta Jiří Havlis Jan Jindra Stanislav Lusk Miroslav Koranda (roddare)\|                                                                    | Schweiz Rico Bianchi Karl Weidmann Heinrich Scheller Émile Ess Walter Leiser | USA Carl Lovsted Al Ulbrickson Richard Wahlstrom Matt Leanderson Al Rossi                                                                                   |
| Melbourne 1956 Detaljer...   | Italien Albert Winkler Romano Sgheiz Angelo Vanzin Franco Trincavelli Ivo Stefanoni                                                                               | Sverige Olle Larsson Gösta Eriksson Ivar Aronsson Evert Gunnarsson Bertil Göransson                                                                                                | Finland Kauko Hänninen Reino Poutanen Veli Lehtelä Toimi Pitkänen Matti Niemi                                                                               |
| Rom 1960 Detaljer...         | Tysklands förenade lag Gerd Cintl Horst Effertz Klaus Riekemann Jürgen Litz Michael Obst                                                                          | Frankrike Robert Dumontois Claude Martin Jacques Morel Guy Nosbaum Jean Klein | Italien Fulvio Balatti Romano Sgheiz Franco Trincavelli Giovanni Zucchi Ivo Stefanoni                                                                       |
| Tokyo 1964 Detaljer...       | Tysklands förenade lag Peter Neusel Bernhard Britting Joachim Werner Egbert Hirschfelder Juergen Oelke                                                            | Italien Renato Bosatta Emilio Trivini Giuseppe Galante Franco De Pedrina Giovanni Spinola                                                                                          | Nederländerna Lex Mullink Jan van de Graaff Freek van de Graaff Robert van de Graaff Marius Klumperbeek                                                     |
| Mexico City 1968 Detaljer... | Nya Zeeland Dick Joyce Ross Collinge Dudley Storey Warren Cole Simon Dickie                                                                                       | Östtyskland Peter Kremtz Manfred Gelpke Roland Göhler Klaus Jacob Dieter Semetzky                                                                                                  | Schweiz Denis Oswald Peter Bolliger Hugo Waser Jakob Grob Gottlieb Fröhlich                                                                                 |
| München 1972 Detaljer...     | Västtyskland Peter Berger Hans-Johann Färber Gerhard Auer Alois Bierl Uwe Benter                                                                                  | Östtyskland Dietrich Zander Reinhard Gust Eckhard Martens Rolf Jobst Klaus-Dieter Ludwig                                                                                           | Tjeckoslovakien Otakar Mareček Karel Neffe Vladimír Jánoš František Provazník Vladimír Petříček                                                             |
| Montréal 1976 Detaljer...    | Sovjetunionen Vladimir Esjinov Nikolai Ivanov Michail Kuznetsov Aleksandr Klepikov Aleksandr Lukjanov                                                             | Östtyskland Andreas Schulz Rüdiger Kunze Walter Dießner Ullrich Dießner Johannes Thomas                                                                                            | Västtyskland Hans-Johann Färber Ralph Kubail Siegfried Fricke Peter Niehusen Hartmut Wenzel                                                                 |
| Moskva 1980 Detaljer...      | Östtyskland Dieter Wendisch Ullrich Dießner Walter Dießner Gottfried Döhn Andreas Gregor                                                                          | Sovjetunionen Artūrs Garonskis Dimants Krišjānis Dzintars Krišjānis Žoržs Tikmers Juris Bērziņš                                                                                    | Polen Grzegorz Stellak Adam Tomasiak Grzegorz Nowak Ryszard Stadniuk Ryszard Kubiak                                                                         |
| Los Angeles 1984 Detaljer... | Storbritannien Richard Budgett Martin Cross Adrian Ellison Andy Holmes Steven Redgrave                                                                            | USA Edward Ives Thomas Kiefer Michael Bach Gregory Springer John Stillings | Nya Zeeland Brett Hollister Kevin Lawton Barrie Mabbott Don Symon Ross Tong                                                                                 |
| Seoul 1988 Detaljer...       | Östtyskland Bernd Niesecke Hendrik Reiher Karsten Schmelling Bernd Eichwurzel Frank Klawonn                                                                       | Rumänien Dimitrie Popescu Ioan Snep Vasile Tomoiagă Ladislau Lovrenschi Valentin Robu                                                                                              | Nya Zeeland Chris White Ian Wright Andrew Bird Greg Johnston George Keys                                                                                    |
| Barcelona 1992 Detaljer...   | Rumänien Iulica Ruican Viorel Talapan Dimitrie Popescu Dumitru Răducanu Nicolaie Taga                                                                             | Tyskland Ralf Brudel Uwe Kellner Thoralf Peters Karsten Finger Hendrik Reiher | Polen Wojciech Jankowski Maciej Lasicki Jacek Streich Tomasz Tomiak Michał Cieślak                                                                          |

### Fyra med styrman, utriggare
| Spel                       | Guld                                                                       | Silver                                                                                    | Brons                                                                         |
| Stockholm 1912 Detaljer... | Danmark Ejler Allert Jørgen Hansen Carl Møller Carl Pedersen Poul Hartmann | Sverige Ture Rosvall William Bruhn-Möller Conrad Brunkman Herman Dahlbäck Wilhelm Wilkens | Norge Claus Høyer Reidar Holter Magnus Herseth Frithjof Olstad Olav Bjørnstad |

### Lättvikts-fyra utan styrman
| Spel                            | Guld                                                                       | Silver                                                                      | Brons                                                                         |
| Atlanta 1996 Detaljer...        | Danmark Victor Feddersen Niels Henriksen Thomas Poulsen Eskild Ebbesen     | Kanada Brian Peaker Jeffrey Lay Dave Boyes Gavin Hassett                    | USA Marc Schneider Jeff Pfaendtner David Collins William Carlucci             |
| Sydney 2000 Detaljer...         | Frankrike Laurent Porchier Jean-Christophe Bette Yves Hocdé Xavier Dorfman | Australien Simon Burgess Anthony Edwards Darren Balmforth Robert Richards   | Danmark Søren Madsen Thomas Ebert Eskild Ebbesen Victor Feddersen             |
| Aten 2004 Detaljer...           | Danmark Thor Kristensen Thomas Ebert Stephan Mølvig Eskild Ebbesen         | Australien Glen Loftus Anthony Edwards Ben Cureton Simon Burgess            | Italien Lorenzo Bertini Catello Amarante Salvatore Amitrano Bruno Mascarenhas |
| Peking 2008 Detaljer...         | Danmark Thomas Ebert Morten Jørgensen Eskild Ebbesen Mads Kruse Andersen   | Polen Łukasz Pawłowski Bartłomiej Pawełczak Miłosz Bernatajtys Paweł Rańda  | Kanada Iain Brambell Jon Beare Mike Lewis Liam Parsons                        |
| London 2012 Detaljer...         | Sydafrika James Thompson Matthew Brittain John Smith Sizwe Ndlovu          | Storbritannien Peter Chambers Rob Williams Richard Chambers Chris Bartley   | Danmark Kasper Winther Morten Jørgensen Jacob Barsoe Eskild Ebbesen           |
| Rio de Janeiro 2016 Detaljer... | Schweiz Lucas Tramèr Simon Schürch Simon Niepmann Mario Gyr                | Danmark Jacob Barsøe Jacob Larsen Kasper Winther Jørgensen Morten Jørgensen | Frankrike Franck Solforosi Thomas Baroukh Guillaume Raineau Thibault Colard   |